# Fitoene
Il fitoene è un precursore nella biosintesi dei carotenoidi.
È prodotto a partire da due molecole di geranilgeranil pirofosfato (GGPP), reazione catalizzata dall'enzima fitoene sintasi. Le due molecole di GGPP condensano insieme liberando difosfato e protoni, portando alla formazione di fitoene.
Il fitoene è una molecola simmetrica incolore contenente tre doppi legami coniugati. 
La desaturazione del fitoene porta alla biosintesi del fitofluene, secondo stadio nella formazione dei carotenoidi.